# Interstroom Klassement voor Eerstejaarsachten
Het Interstroom Klassement voor Eerstejaarsachten, voorheen Ernst & Young Klassement, is een roeicompetitie voor eerstejaars wedstrijd-achten (Ej8+) en is opgesplitst in de velden Zwaar, Licht en Dames. De competitie staat open voor ploegen van één vereniging of combinaties. De deelnemende ploegen kunnen punten verdienen tijdens nationale roeiwedstrijden met een open inschrijving. Echter, de punten worden alleen verdeeld over de eerste acht ploegen.
Tot roeiseizoen 2007-2008 was Ernst & Young de sponsor van het Eerstejaarsklassement.
Op de slotwedstrijden van 2007 werd door 'De Acht' van Okeanos het all-time eerstejaars record gevestigd: 5.46.18. Dit gebeurde tijdens de voorwedstrijd in het EYK.
Deelnemers aan deze competitie doen mee aan de volgende wedstrijden:
- Winterwedstrijden
- Heineken Vierkamp
- Head of the River Amstel
- Varsity
- Randstad Regatta
- Roeiwedstrijden van de ZRB
- Nationale Roeiwedstrijden ARB
- Hollandia Roeiwedstrijden
- Martini Regatta
- NSRF Slotwedstrijden